# Acidente na estação Perus

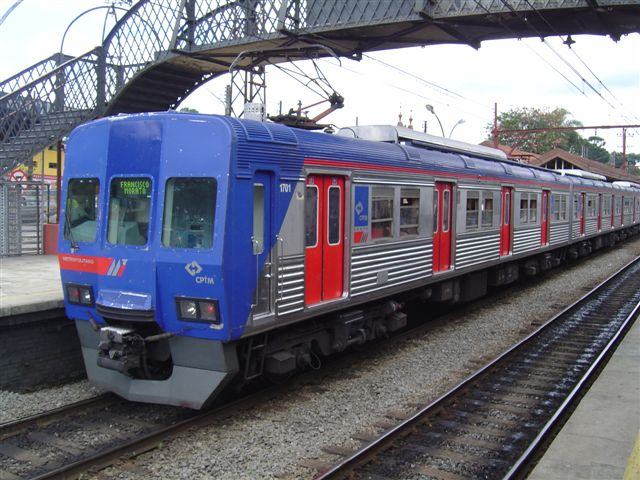
TUE Série 1700 ano-fabricação 1987, igual a um dos envolvidos no acidente

O Acidente na estação Perus, comumente denominado apenas de Trem de Perus, refere-se ao desastre ocorrido no dia 28 de julho de 2000 na Estação Perus da CPTM, no bairro de Perus, na zona norte da capital paulista, que levou à morte de nove pessoas e deixou 115 feridos.

## Histórico
Às 21h15 da sexta-feira, 28 de julho de 2000, uma composição da série 1100, vinda do Jaraguá com destino a Francisco Morato, estacionou na Estação Perus devido à falta de energia. Uma outra composição da série 1700 (nº 127), que estava estacionada na mesma linha pelo mesmo motivo e que já havia sido esvaziada, perdeu os freios em um trecho de descida, percorreu 5,5 quilômetros em oito minutos e colidiu com o trem estacionado na estação Perus. O acidente deixou nove mortos e 115 feridos e destruiu a estação Perus.

### Conclusões
A CPTM sabia desde 1995 que o trem não ficava estacionado em descidas, entretanto responsabilizou, em sua sindicância interna, o maquinista da composição que perdeu os freios pelo acidente, dizendo que o mesmo deveria ter "calçado" o trem, "negligência comparável à do motorista que passa o sinal vermelho", segundo a CPTM. Já segundo a Polícia Civil, houve uma sucessão de falhas que culminaram no acidente:
- Às 19h15, queda na rede de energia elétrica entre as estações de Jaraguá e Perus;
- Entram em pane os três sistemas de freios do trem que causou o acidente;
- Depois de ter sido esvaziada e sem freios, a 127 começa a se movimentar rumo à estação Perus, onde estava parada a 1103. O maquinista principal, Oswaldo Pieruti, depois de ter avisado o Centro de Controle Operacional (CCO) da CPTM desce da composição para tentar detê-la, colocando nos trilhos travas de madeira, sem sucesso. Somente Selmo Quintal, maquinista em treinamento fica no trem;
- Desgovernada, a 127 rompe a rede de energia elétrica aérea;
- O CCO tenta tirar a composição 145 que estava com passageiros na estação Perus, mas ela não podia se movimentar porque suas portas não fechavam.
- Acontece o choque, 9 pessoas morrem e 115 ficam feridas, as duas composições e a estação são destruídas.

A Estação Perus foi reaberta três dias depois, sem a cobrança de tarifa, porque "não apresentava condições para isso", segundo o secretário de transportes metropolitanos na época, Claudio de Senna Frederico. A estação foi sendo reformada aos poucos e a situação se normalizou com o passar dos dias.
Em 2012, a CPTM foi condenada pela justiça a pagar indenizações para as vítimas que se feriram e aos familiares dos mortos no acidente.